# Voloske, Derajnea
Voloske (în ucraineană Волоське) este localitatea de reședință a comunei Voloske din raionul Derajnea, regiunea Hmelnîțkîi, Ucraina.

## Demografie
Componența lingvistică a localității Voloske
     Ucraineană (97,64%)
     Rusă (2,36%)
Conform recensământului din 2001, majoritatea populației localității Voloske era vorbitoare de ucraineană (97,64%), existând în minoritate și vorbitori de rusă (2,36%).